# Lenešice
Lenešice (deutsch Leneschitz) ist eine Gemeinde in Tschechien. Sie liegt drei Kilometer nordwestlich von Louny und gehört zum Okres Louny.

## Geographie
Lenešice befindet sich am südwestlichen Fuße des Böhmischen Mittelgebirges. Das Dorf liegt linksseitig des Hrádecký potok an dessen Einmündung in die Eger. Nördlich erhebt sich der Lenešický chlum (Chlum, 297 m), im Nordosten der Oblík (509 m) und der Červený vrch (Roter Berg, 275 m), südlich der Mělce (Malletzer Berg, 223 m) und im Nordwesten der Břvanský vrch (Weberschaner Berg, 302 m). Nordwestlich von Lenešice liegt der Teich Lenešický rybník.
Nachbarorte sind Poustka, Hrádek und Raná im Norden, Oblík, Chraberce und Nečichy im Nordosten, Dobroměřice im Osten, Louny im Südosten, Zeměchy im Süden, Březno im Südwesten, Seník, Postoloprty und Vrbka im Westen sowie Výškov, Nový Dvůr und Břvany im Nordwesten.

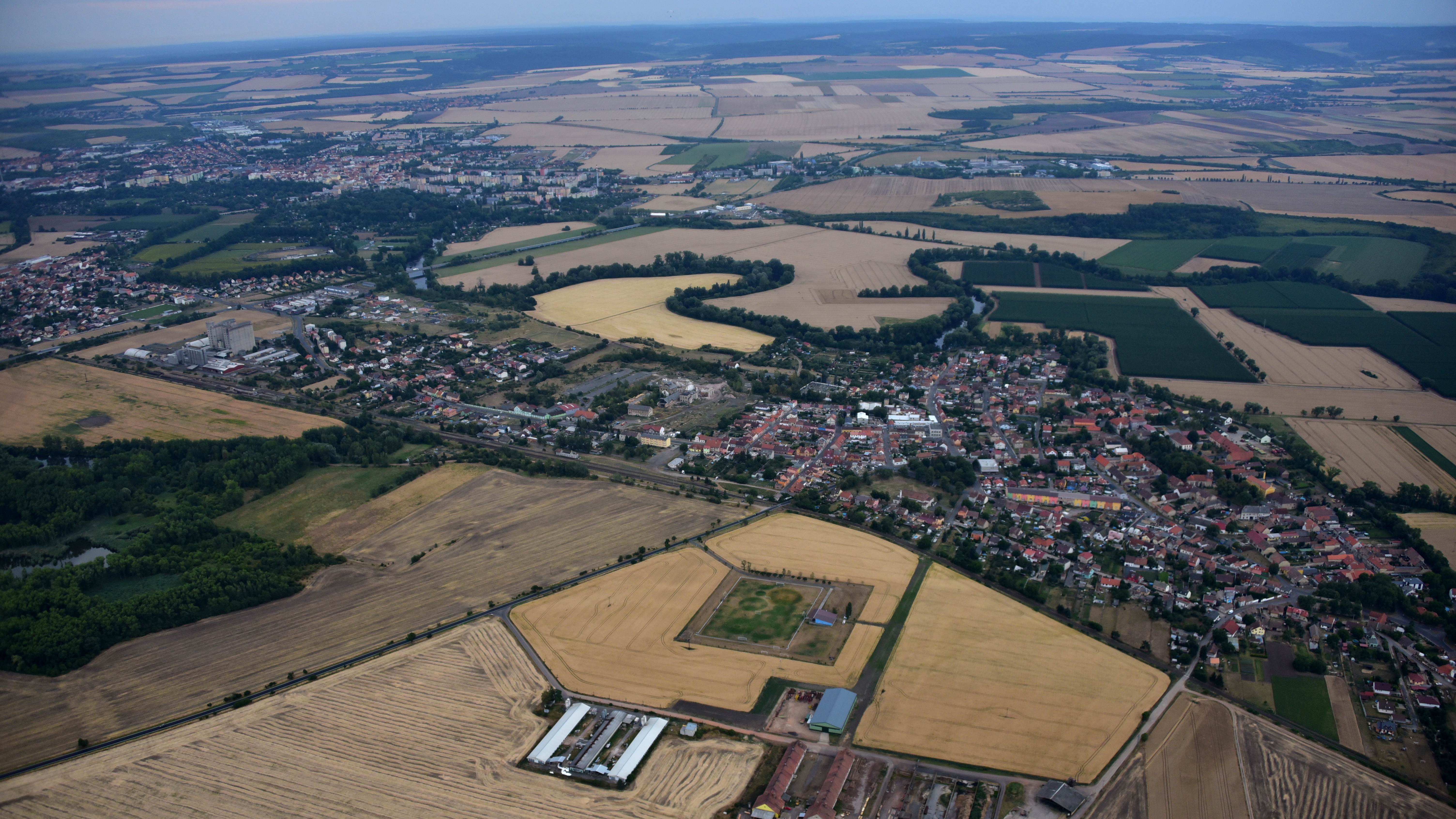
Lenešice, Luftaufnahme (2018)

## Geschichte
Die erste schriftliche Erwähnung des Ortes erfolgte 1226 als Besitz des Klosters Doksany. 1262 wurde die Kirche St. Simon und Juda errichtet. Seit 1324 gehörte das Dorf zu den Gütern des Klosters Porta Apostolorum. Im 15. Jahrhundert entstanden mehrere Teiche. Am 10. Juni 1535 schenkte Ferdinand I. Sebastian Krabitz zu Weitmühl die Dörfer Wischkowa, Brzwany und Leneschitz. 1592 erwarb Johann Czernin von und zu Chudenitz das Gut Lenešice. Sein Nachfolger Georg Czernin von und zu Chudenitz ließ das Schloss errichten. Unter Johann von Clary und Aldringen wurde das Schloss im Jahre 1698 instand gesetzt.
1767 erfolgte ein Umbau des Schlosses. Unter Jakob Wimmer, der das Gut 1788 erwarb, erfolgte ein wirtschaftlicher Aufschwung. Er förderte den Obstbau und den Anbau von Klee. Wimmer ließ auch den südlichen Teil des Dorfangers umgestalten und die Teiche trockenlegen. 1797 wurde der Friedhof an der Kirche aufgehoben. Im Jahre 1802 erwarben die Fürsten zu Schwarzenberg das Gut.
Nach der Aufhebung der Patrimonialherrschaften bildete Lenešice /Leneschitz ab 1850 eine politische Gemeinde im Bezirk Louny. Das Dorf lag an der tschechisch-deutschen Sprachgrenze. 1861 entstand die Kaiserstraße nach Postelberg, sie ersetzte die alte Straße über Nový Dvůr. Die beiden Fasanerien im Schlosspark gehörten im 19. Jahrhundert zu den größten in Böhmen. Nachdem die Zucht von Fasanen nicht mehr gewinnbringend war, wurden die Anlagen in den 1860er Jahren um die Hälfte verkleinert und 1887 gänzlich aufgelöst. 1872 nahm die Prag-Duxer Eisenbahn die Strecke Brüx-Chlumčany in Betrieb, die im Jahr darauf bis Prag und 1885 bis Moldau fortgeführt wurde. 1893 wurde der größere der beiden Teiche am Dorfplatz zugeschüttet und darauf eine Schule errichtet. 1899 erhielt die Gemeinde einen Bahnhof. Die Pläne zum Bau einer weiteren Eisenbahn von Komotau über Postelberg, Lenešice und Leitmeritz nach Böhmisch Leipa wurden nicht realisiert. 1904 erfolgte auch die Trockenlegung des kleinen Dorfteiches. Das Gut gehörte bis 1925 den Fürsten zu Schwarzenberg. In den Jahren 1925 und 1938 erfolgte die Rodung der Fasanerien. Die Gemeinde legte dagegen erfolglos Protest ein, weil die ehemaligen Fasangärten als Ausflugsziel dienten. Anstelle dessen wurden östlich davon am Chlum 25 ha Weideland aufgeforstet. Nach dem Münchner Abkommen wurde Lenešice zum Grenzort zum Deutschen Reich. In den 1960er Jahren wurde der große Teich Lenešický rybník wieder geflutet. Zwischen 1981 und 1990 war Břvany eingemeindet. Am 3. Juli 2008 sackte, eine Woche vor Beginn von Instandsetzungsarbeiten, der Kirchturm der als Kulturdenkmal geschützten Kirche Simon und Juda zusammen und riss das halbe Kirchenschiff mit sich.

## Gemeindegliederung
Für die Gemeinde Lenešice sind keine Ortsteile ausgewiesen. Zu Lenešice gehören die Einschichten Ve Třesku, Nový Dvůr, Poustka (Schrottmühle) und Seník (Heuschuppe).

## Söhne und Töchter der Gemeinde
- Augustin Schránil (1878–1953), Operettenkomponist
- Jan Miroslav Květ (1887–1961), Musikologe
- Václav Kůrka (1912–1944), Kommunist und Widerstandskämpfer gegen den Nationalsozialismus

## Sehenswürdigkeiten

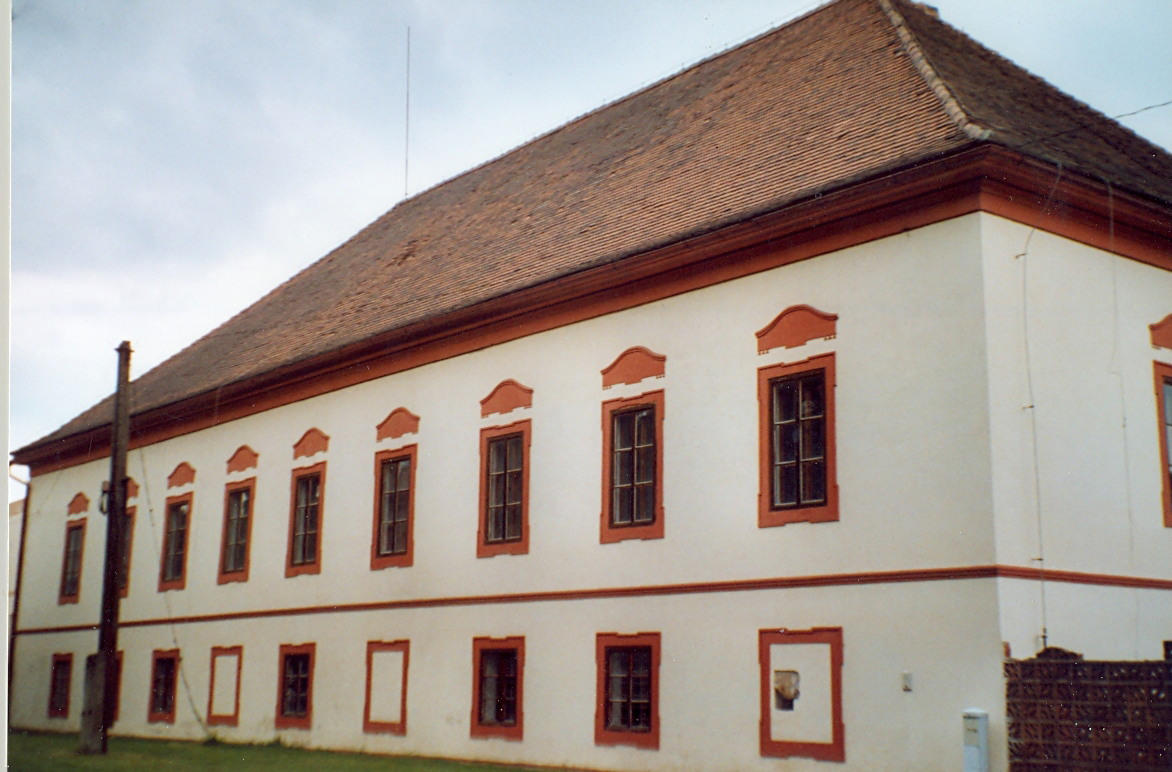
Schloss Leneschitz

- Kirche des hl. Simon und Juda, errichtet 1262. Zwischen 1800 und 1802 wurde die Kirche umgebaut. Am 3. Juli 2008 fiel der Kirchturm in sich zusammen und zerstörte die halbe Kirche
- Schloss Lenešice, errichtet 1599 für Georg Czernin von und zu Chudenitz
- Säule mit Statue des hl. Wenzel, errichtet 1849
- Nischenkapelle des hl. Johannes von Nepomuk aus dem 18. Jahrhundert
- Pfarrhaus
- historischer zweigeschossiger barocker Speicher, am Teich
- Zuckerfabrik, die 73 m hohe Esse ist einer der höchsten achteckigen Schornsteine des Landes
- 160-jährige Weißpappel Linda Na brodech, der bei der Zuckerfabrik in einer Flussschleife der Eger stehende Baum ist mit einem Stammumfang von 7,20 m der größte seiner Art in Tschechien und als Baumdenkmal geschützt.